# Тиквич, Антонио
Анто́нио Ти́квич (хорв. Antonio Tikvić; 21 апреля 2004, Гамбург) — хорватский футболист, защитник клуба «Уотфорд», на правах аренды выступающий за ГАК, и молодёжной сборной Хорватии.

## Клубная карьера
Антонио Тиквич родился в немецком городе Гамбург и заниматься футболом начал в юношеских командах местных футбольных клубов. В 2019 году Антонио присоединился к молодёжной команде клуба из Франкфурта «Айнтрахт». Но свои первые матчи на взрослом уровне Тиквич провёл в клубе Лиги 3 «Тюркгюджю Мюнхен». А с 2022 года защитник стал частью системы мюнхенской «Баварии». Два сезона Тиквич выступал за вторую команду Баварии в Региональной лиге.
Перед началом сезона 2023/24 Тиквич присоединился к итальянскому клубу «Удинезе», с которым подписал контракт до 2028 года. Дебютную игру в основе «Удинезе» футболист провел 1 ноября 2023 в кубковом матче против «Кальяри». В чемпионате Италии Антонио впервые вышел на поле в игре против «Фиорентины» 14 января 2024 года.

## Карьера в сборной
Родившийся в Германии на международном уровне Тиквич выбрал представлять Хорватию и с 2022 года защищал цвета юношеских сборных Хорватии. В ноябре 2023 года футболист дебютировал в составе молодёжной сборной Хорватии.